# Kościół św. Wojciecha w Kościelcu
Kościół św. Wojciecha w Kościelcu – polski rzymskokatolicki kościół parafialny znajdujący się we wsi Kościelec (gmina Proszowice), woj. małopolskie. 

## Parafia

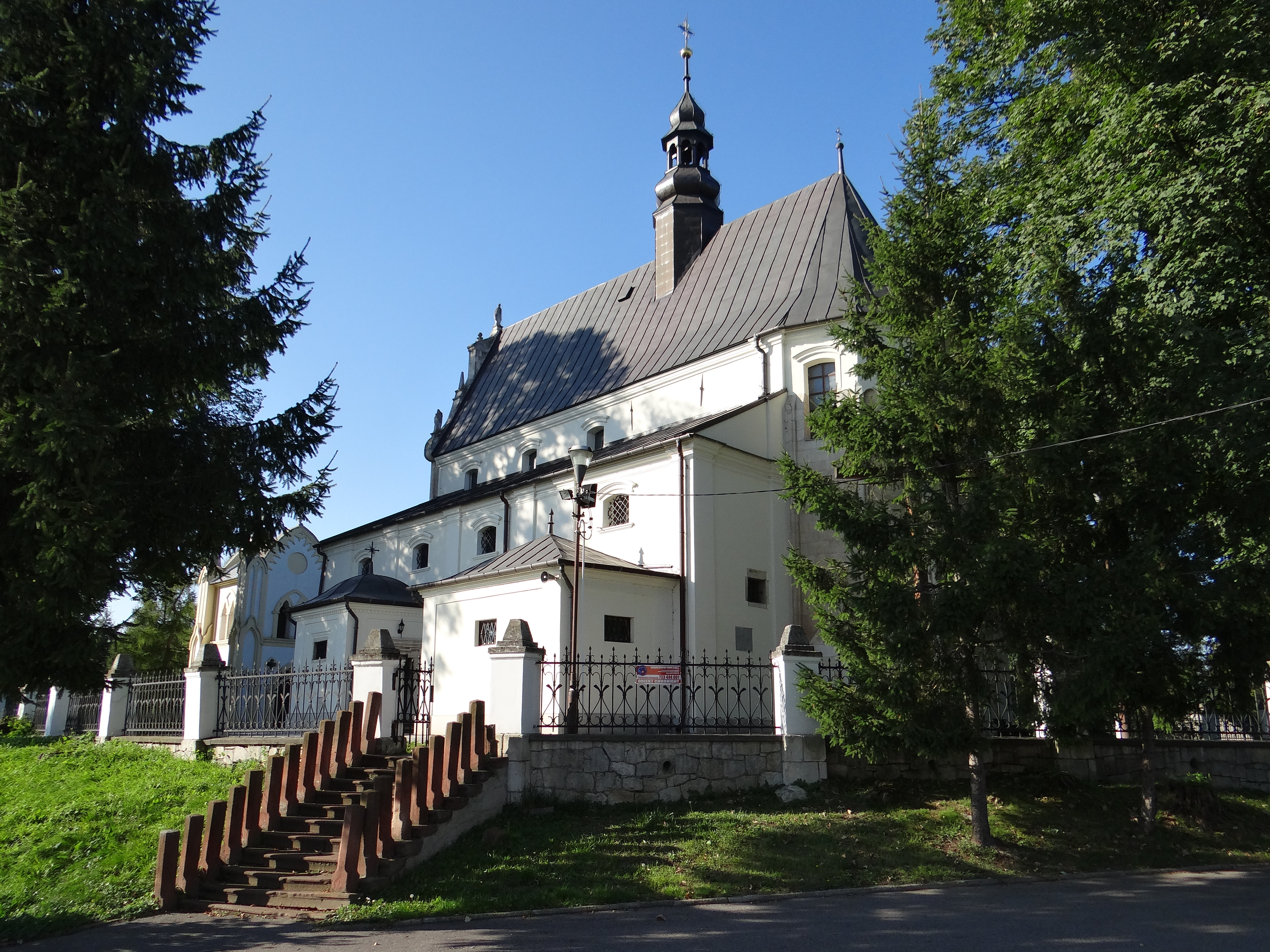
Widok na kościół od strony kruchty bocznej

Parafia pw. św. Wojciecha należy do dekanatu proszowickiego, diecezji kieleckiej, metropolii krakowskiej. Do parafii należy ponad 3700 osób z kilku pobliskich wsi: m.in. Kościelec, Ostrów (w którym znajduje się kościółek filialny, kaplica pw. św. Ducha z 1982 roku), Kadzice, Teresin, Posiłów, Boronice, Sieradzice, Przezwody, Mysławczyce, Marcinkowice, Lekszyce, Łękawa, Piekary i Ciborowice.

## Historia i architektura
Kościół został zbudowany w latach około 1231–1242, z funduszy pochodzącego z Kościelca biskupa krakowskiego Wisława z Kościelca herbu Zabawa.
Świątynia jest rzadkim w Małopolsce przykładem wiejskiego kościoła zbudowanego w stylu romańskim. Wyróżniają go znaczne rozmiary i wyjątkowo bogate opracowanie detali kamiennych.
Budowlę wzniesiono z kamiennych ciosów wapienia pińczowskiego, z użyciem cegły w układzie wendyjskim. Kościół jest orientowany, posiada trzy nawy (nawa główna jest wyższa od naw bocznych) i filary, z wyodrębnionym prezbiterium zamkniętym półkolistą apsydą. Emporowy korpus nawowy jest trójprzęsłowy. Na zamknięciu wschodnich naw bocznych, po bokach prezbiterium znajdują się prostokątne pomieszczenia – dolne partie wież. Dwie czworoboczne wieże po bokach prezbiterium o wyjątkowo bogatym wystroju kamieniarskim, zostały obniżone w XVII wieku.
Ta wyjątkowa budowla zachowała się niestety w znacznie przekształconym stanie. Po sprofanowaniu, spustoszeniu i dewastacji przez braci polskich pod koniec XVI wieku i długotrwałym opuszczeniu odbudowana została dopiero po kilkudziesięciu latach w XVII wieku, staraniem księdza Macieja Molędy. W latach 1628–1634 wymurowano na nowo ściany naw bocznych, wieże zlikwidowano zatapiając je w bryle korpusu. Arkady międzynawowe obmurowano wtórnie i obecnie spływają na pilastry filarów, natomiast pierwotnie (jak wykazują relikty tkwiące w ich wnętrzu) były podtrzymywane przez półkolumny. Wprowadzone zostały barokowe sklepienie wyodrębnione gzymsem (na miejscu drewnianych stropów) oraz barokowy szczyt fasady ozdobiony figurami św. Wojciecha, św. Barbary i św. Katarzyny. W trakcie wymienionych prac obmurowano lub zastąpiono nowymi kolumnami przeźroczy prezbiterium (piętro wież) i zlikwidowano wejście na emporę z nawy południowej. Przy ścianie południowej kościoła dobudowano kruchtę barokową z portalem. Wprowadzono barokowy portal z nawy głównej do południowej dolnej partii wieży (zakrystia). Nie zachował się żaden romański otwór okienny, a okrągłe okno w fasadzie zostało zamurowane. Wprowadzono większe barokowe otwory w czasie wymurowania na nowo ściany naw bocznych, oraz nowe okna w prezbiterium gdy je podwyższono. Kościół był remontowany jeszcze w latach 1673, 1723, 1865, 1955–1957 oraz w 2006 i 2011.
Mimo tak znacznych przekształceń do dziś przetrwały partie pierwotne romańskie kościoła w tym obiegające nawę główną empory (galerie) otwarte do niej tryforiami, w których umieszczone są bliźniacze kolumny o bogatej dekoracji głowic. W tryforialnych prześwitach sześć arkad empor z kompletem dwunastu głowic bliźniaczych kolumn, podtrzymujących arkady przeźroczy. Głowice kolumn w znacznej części doskonale zachowane, o formie kielichowo-blokowej, reprezentują różnorodne warianty dekoracji palmetowej. Kolumny maja bazy o bardzo silnie rozwiniętym torusie, z symetrycznie zaznaczonymi narożnymi liśćmi. Zachowane są również gzymsy filarów, podtrzymujące arkady tryforiów. Przez przemurowanie ścian naw bocznych i strefy okiennej nawy głównej zatarły się dekoracyjne podziały zewnętrzne, zachowane fragmentarycznie jedynie przy apsydzie i fasadzie. Na ciosach i elementach kamieniarskich wnętrza i na zewnątrz zachował się duży zespół znaków kamieniarskich. Prezbiterium zakończono absydą na zewnątrz ozdobioną wąskimi pasami muru zwanego lizenami z nałożonymi na nie służkami. Czytelny pozostał pierwotny układ przestrzenny (plan) świątyni oraz większość detalu rzeźbiarsko-kamieniarskiego co dla obecnych jak i przyszłych pokoleń jest wyjątkowym świadkiem minionych epok.

## Romański portal wejściowy

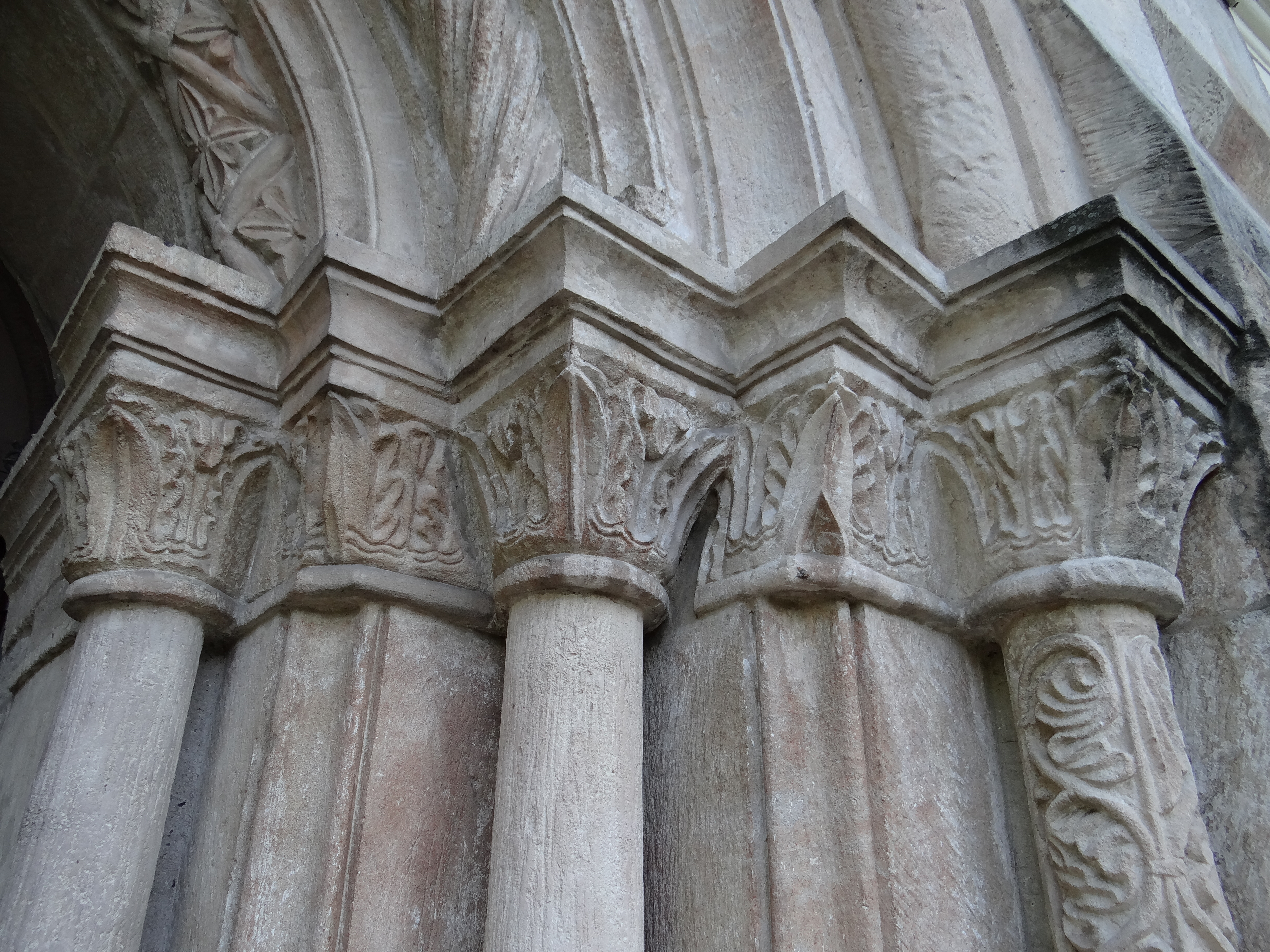
Portal romański- wejście główne

Najbardziej reprezentacyjnym elementem wystroju romańskiego jest portal wejściowy. Jest to portal trójskokowy z trzema parami kolumn częściowo pokrytych płasko rzeźbionymi motywami roślinnymi, z potrójną archiwoltą o analogicznej dekoracji rzeźbiarskiej. Całość portalu poszerzona optycznie dwiema niszami w murze. Portal w 1892 roku został odnowiony, wykonując na wzór dawnych brakujące trzony kolumn.
Oryginalny jest jedynie trzon prawej, zewnętrznej kolumienki. Część trzonów, zapewne para środkowa, posiadała ornamentację typu rombowego, identyczną z tą, która zdobi środkowy wałek archiwolty. W prawej wnęce portalu widoczny jest ślad skutego reliefu, przedstawiającego postać z nieokreślonym przedmiotem w ręku (prawdopodobnie niewolnik z kamieniołomu). 

## Wnętrze kościoła
Wystrój wnętrza kościoła pochodzi głównie z epoki baroku z XVII i XVIII wieku, wyposażenie wcześniejsze uległo zniszczeniu pod koniec XVI wieku, podczas dewastacji kościoła przez arian i nic nie wiadomo na jego temat. Ołtarz główny barokowy z II połowy XVII wieku, fundacji księdza Władysław Opackiego. W nim obraz Matki Boskiej z Dzieciątkiem tzw. Kościeleckiej (XVII wiek), zasuwany, nieznanego autora, wzorowany na rzymskim obrazie Matki Boskiej Śnieżnej. Obraz ten słynął z cudownych właściwości, posiadał wiele wotów, które zginęły podczas grabieży kościoła dokonanej przez Szwedów a później Austriaków. Obraz cieszy się szczególną czcią wiernych w parafii i poza nią. Tabernakulum w kształcie świątyńki i krzyż ołtarzowy pochodzą z czasu powstania ołtarza głównego. We wnęce mensy głównego ołtarzu znajduje się trumienka z relikwiami św. Pauliny w kształcie barokowego sarkofagu na kulistych nóżkach którego narożniki zdobione są płaskorzeźbionymi wolutami. Na szczycie tabernakulum znajduje się głowa świętej w ozdobnym relikwiarzu. Relikwie te sprowadzone zostały w 1693 roku, posiadają dokumenty spisane na pergaminie i opatrzone papieskimi pieczęciami. Ponadto w ołtarzu głównym są jeszcze relikwie w postaci dwóch rąk i dwóch statuetek św. Barbary i św. Jana Kantego, jednakże niesprawdzone.
Ołtarze boczne w nawach bocznych późnobarokowe z I połowy XVIII wieku. W południowej nawie ołtarz z obrazem św. Wojciecha namalowany przez polskiego malarza Wojciecha Gersona w 1872 roku w Warszawie. Drugi ołtarz boczny w północnej nawie jest z obrazem św. Barbary z 1672 roku, fundacji księdza Władysława Opackiego opatrzony jego herbem. We wnękach mens ołtarzy bocznych mieszczą się też barokowe trumienki. 
Ambona z II połowy XVII wieku z płaskorzeźbionymi postaciami świętych, baldachim zwieńczony rzeźbą św. Michała Archanioła zabijającego diabła. Rzeźby na belce tęczowej z XVII wieku, przedstawiają: na środku krucyfiks z postacią Jezusa Chrystusa, po bokach figury Matki Boskiej i św. Jana. Wczesnobarokowa chrzcielnica zapewne z lat 1628–1634 fundacji księdza Macieja Molędy, stanowi najstarszy element wyposażenia zachowany w kościele. Na uwagę zasługuje prospekt organowy z II połowy XVII wieku, mechanizm późniejszy z I połowy XX wieku. Na organach widnieje herb fundatora księdza Władysława Opackiego. Zachowane epitafia kamienne z końca XVIII, XIX i XX wieku. W połowy XIX wieku kościół wzbogacił się o nową posadzkę, ustawiona jest jako szachownica, przekątnie do osi podłużnej kościoła. Kolorystyka jasnego wapienia i ciemnego Dębnika nawiązują do barokowego wystroju. Kościół był pokryty malowidłami z połowy XIX wieku o motywach roślinno-geometrycznych, które usunięto w 1968 roku.
Przy ścianie południowej w 1987 roku dobudowano nową zakrystię. Połączona jest z południową dolną częścią dawnej wieży przez barokowy portal, który był zamurowany, a podczas budowy ponownie przebity. Jest wzorowana swym wyglądem do kruchty południowej.

## Otoczenie

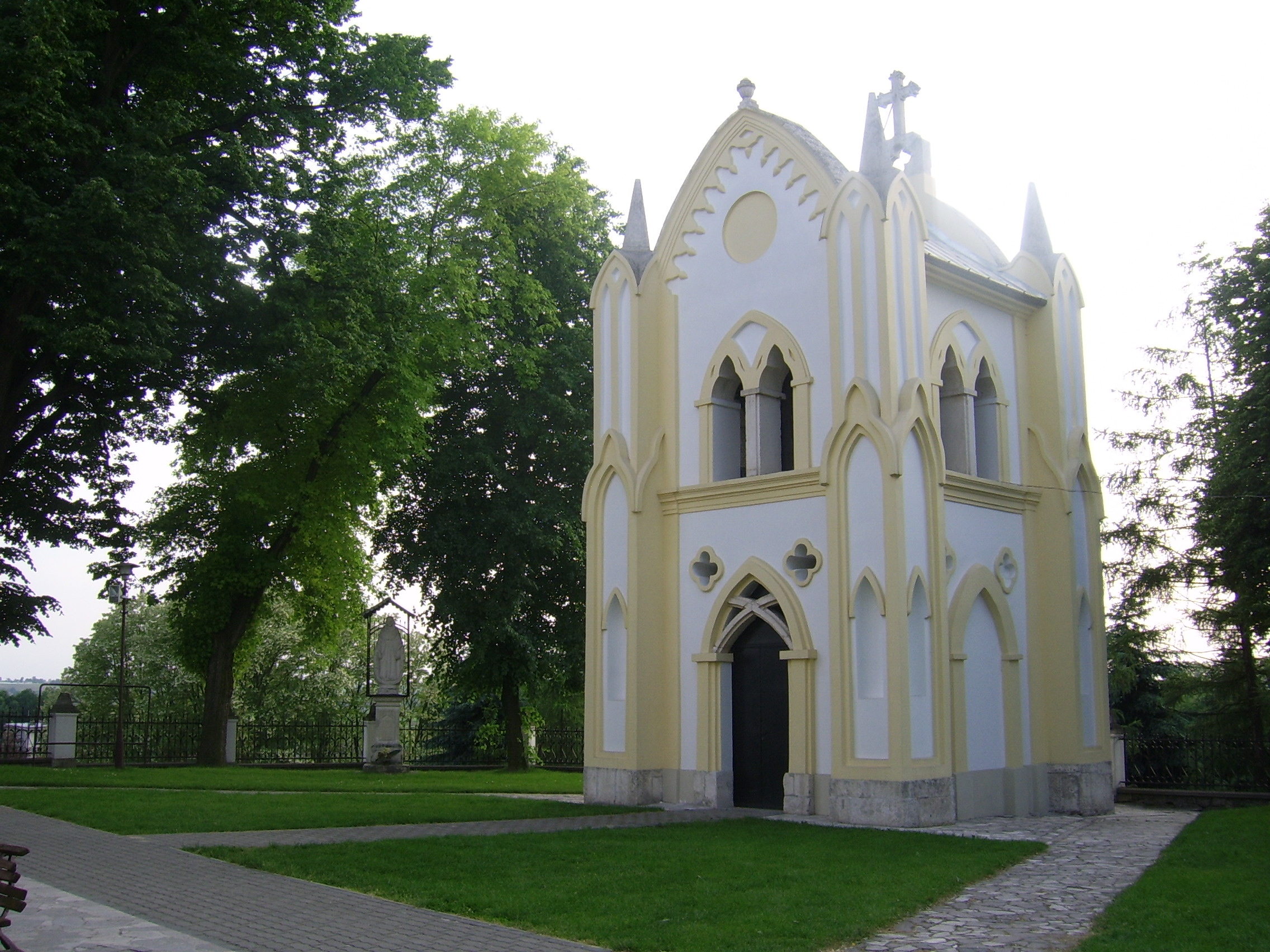
Dzwonnica z lat 50.XIX w.

W skład zespołu kościelnego wchodzi:
- murowana dzwonnica, wzniesiona w stylu neogotyckim, zbudowana w latach 50.XIX wieku, na miejscu drewnianej
- kaplica upamiętniająca 1000-lecie śmierci św. Wojciecha powstała w latach 90.XX wieku
- organistówka z przełomu XIX/XX wieku
- stara plebania z początku XX wieku – obecnie dom kościelnego
- nowa plebania z lat 80.XX wieku

Kościół jest otoczony zabytkowym murowanym ogrodzeniem z I połowy XIX wieku, krata metalowa późniejsza (ogrodzenie powstało po zlikwidowaniu przykościelnego cmentarza). Obok kościoła stoi krzyż kamienny z XIX wieku oraz figurka Matki Boskiej z początku XX wieku.